# Félix Albo
Félix Albo es el seudónimo de Félix Calatayud (Albaida, Valencia, 21 de diciembre de 1972). Es un narrador oral y escritor español. Ha participado en los festivales de narración oral más relevantes, tanto a nivel nacional como internacional. Diseña, dirige, crea y representa sus espectáculos y está especializado en público adulto y juvenil.

## Biografía
Félix Albo comienza narrando cuentos como una herramienta más de la animación sociocultural, pero en 1994 contó por primera vez para adultos y esa experiencia le determinó a orientar su trabajo completamente hacia la narración oral. Durante los diez años siguientes formó parte del Grupo Albo, junto a Toni Mira y Pablo Pérez.
Ya en solitario ha recorrido España con sus espectáculos y ha sido invitado a numerosos festivales de narración oral, muchos de ellos de ámbito nacional (Agüimes, Narón, Guadalajara, Cuenca) y otros internacionales (Argelia, Bolivia, Colombia, Francia, Italia, Marruecos, México, Sáhara y Venezuela).
Desde 2002 dirige y programa el Festival Internacional D’PALABRA, un encuentro anual que tiene lugar en la ciudad de Cuenca y cuyo núcleo central es una amplia programación de espectáculos de narración oral. El festival se complementa con actividades de difusión y formación.
Asimismo, desde 2007 mantiene la web Biblioteca de los elefantes, un espacio donde ofrece reseñas sobre una selección propia de obras de literatura infantil y juvenil y que forma parte de su actividad como animador a la lectura.
También imparte numerosos cursos, talleres, charlas y conferencias sobre narración, expresión y comunicación.

## Espectáculos
- Las cuatro esquinas.
- Pespuntes.
- Fuego.
- Quimbambas.
- Yayerías.
- Zafa.
- Faros.
- El primer beso.
- Con cierto sexo (con la participación del músico canario Carlos Oramas).
- El pueblo de los mellados (espectáculo distinguido con la recomendación de la Red Española de Teatros, Auditorios, Circuitos y Festivales de Titularidad Pública).
- Moscas.
- Tanatorium. La sola muerte espera (espectáculo distinguido con la recomendación de la Red Española de Teatros, Auditorios, Circuitos y Festivales de Titularidad Pública).
- Así me llaman.

## Obras literarias
Publicadas en solitario
- Yayerías. Palabras del Candil, 2008. ISBN: 978846124104.
- Si un día juntásemos todas las camas del mundo. Palabras del Candil, 2010. ISBN: 9788493756925.
- Memento mori. Palabras del Candil, 2010. ISBN: 9788493840907.

Publicadas en colaboración
- Cuentos contados. Ñaque, 2000. ISBN: 9788489987246.
- ¡Que Dios nos pille confesados! Ñaque, 2002. ISBN: 9788489987491.
- 99 pulgas. Palabras del Candil, 2006. ISBN: 9788460993834.
- 101 pulgas. Palabras del Candil, 2011. ISBN: 9788493840921.